# Hubbard Lake (Alcona County)
Hubbard Lake ist ein zu Statistikzwecken definiertes Siedlungsgebiet (Census-designated place) der bewohnten Gegend am Hubbard Lake im Alcona County im amerikanischen Bundesstaat Michigan. Laut Volkszählung im Jahr 2000 hatte sie eine Einwohnerzahl von 993 auf einer Fläche von 58,3 km². Die Bevölkerungsdichte liegt bei 43,4 pro km².
Zu Hubbard Lake gehören folgende gemeindefreien Gebiete:
- Backus Beach: Am Südende des Sees gelegen. Gegründet durch Austin Backus.
- Larson Beach: Im Osten des Sees gelegen.

Hubbard Lake gehört zu der Region Northern Michigan.